# Alberthöhe (Dresden)

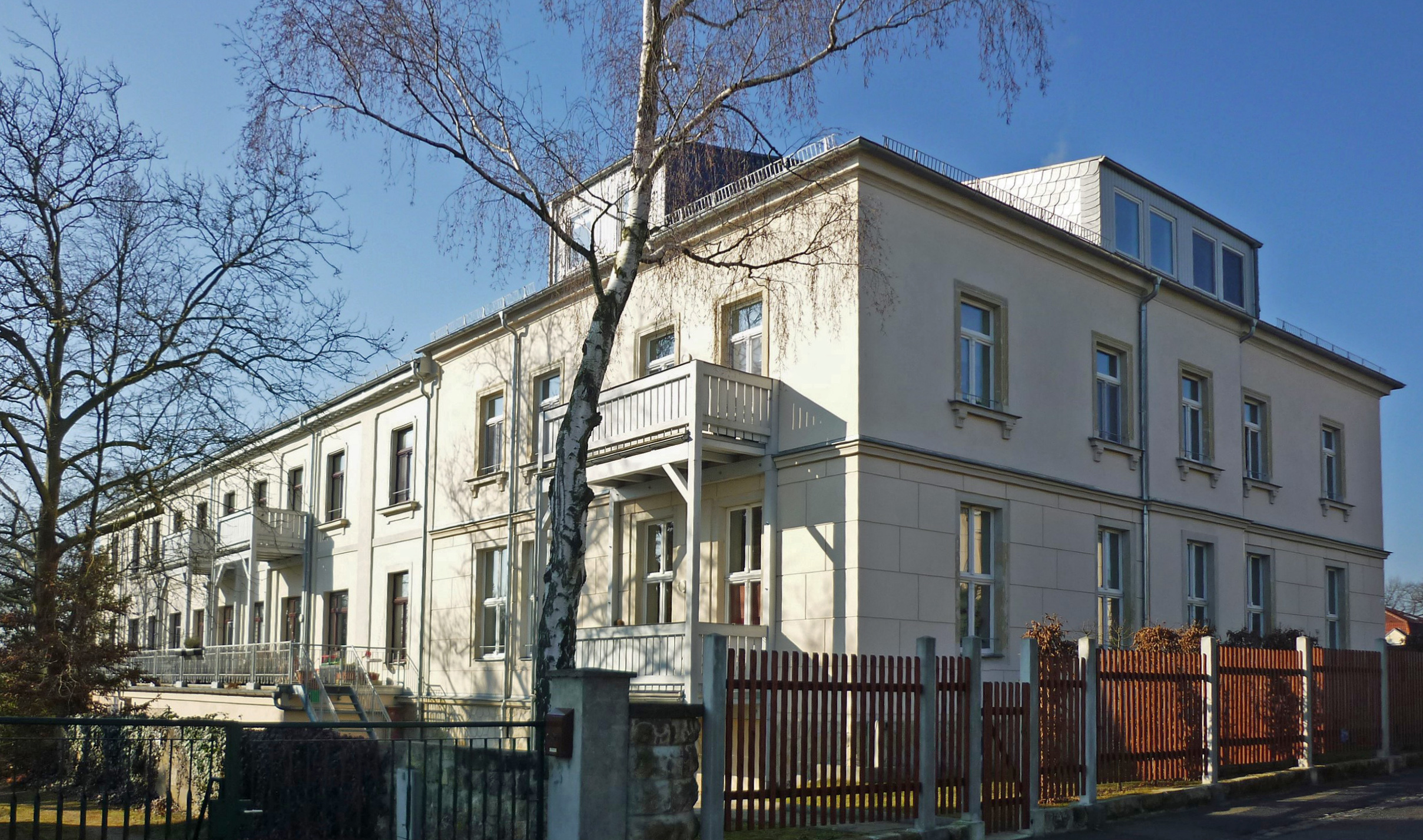
Ehem. „Hotel und Ballhaus Alberthöhe“, 2018, Max-Hünig-Straße 13, Dresden-Klotzsche

Die Alberthöhe ist eine 103 Meter über der Stadt liegende Erhebung im Dresdner Stadtteil Klotzsche, um die sich der gleichnamige Ortsteil entwickelte. Namensgebend war das 1888 darauf errichtete „Hotel und Restaurant Alberthöhe“.

## Geschichte

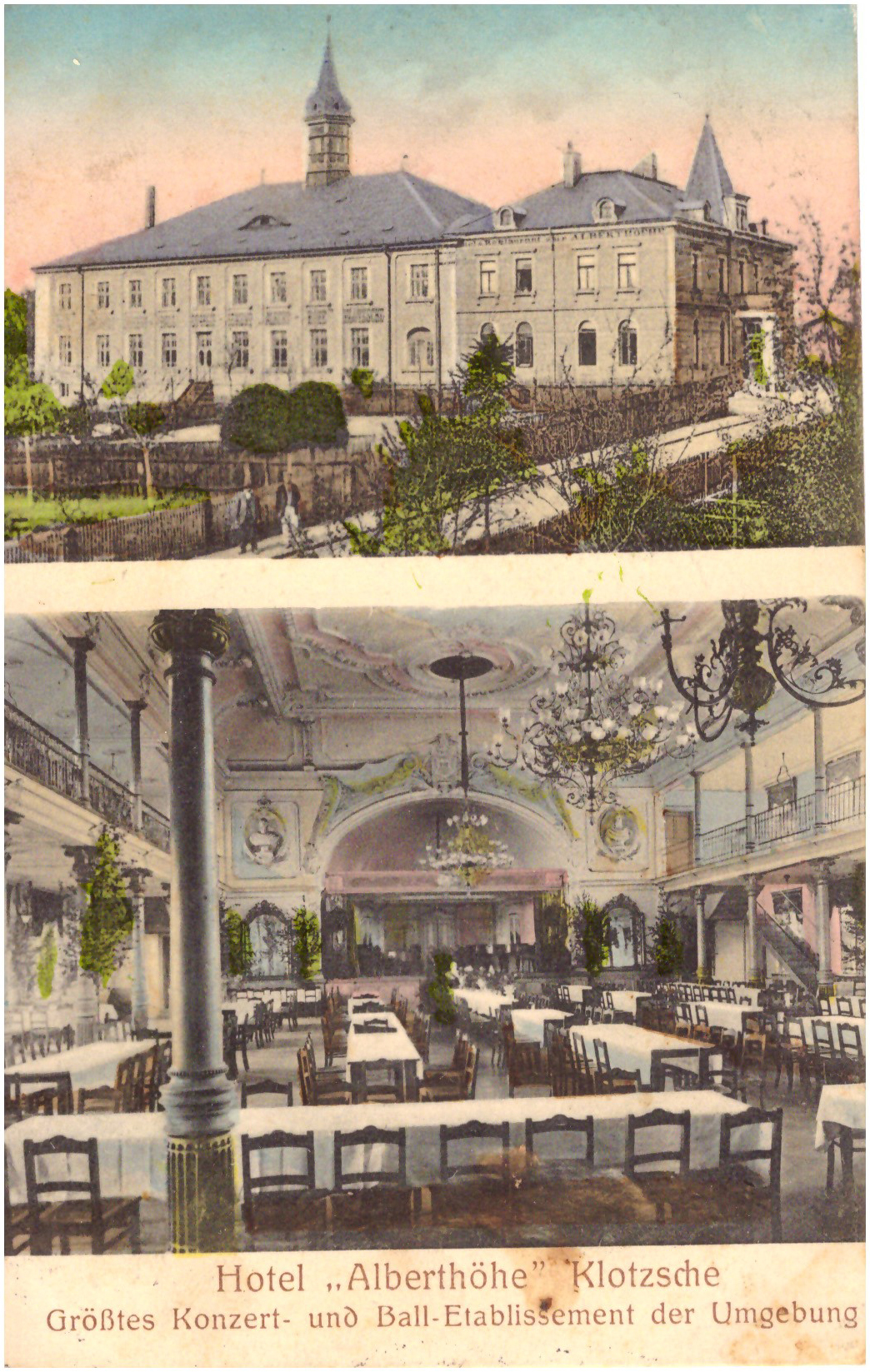
„Hotel und Ballhaus Alberthöhe“, 1900, Georgstraße 14, Klotzsche

Mit der Erweiterung von Klotzsche entstand am Ende des 19. Jahrhunderts neben den Ortsteilen Königswald und Schänkhübel ein neuer Ortsteil um die Alberthöhe.
Das Hotel in der Georgstraße 14 (heute Max-Hünig-Straße 13) befand sich auf dem 0,6 Hektar großen Gelände einer ehemaligen kurfürstlichen Vogelfängerei. 1899 wurde es nach Entwürfen des Architekten und Baumeisters Johann Wachs um einen Ballsaal mit 1000 Plätzen erweitert. Wegen der Stadtrandlage und der guten Fernsicht bis in die Sächsische Schweiz entwickelte sich das Haus bald zu einem der beliebtesten Ausflugsziele.
In den 1930er Jahren erfuhr die Lokalität eine weitere Modernisierung; eine Dachterrasse mit Café, Außenanlage und Freitanzdiele in den an die Dresdner Heide angrenzenden Gartenbereich wurden in Betrieb genommen.
1935 verlieh hier Gauleiter Martin Mutschmann in einem Festakt Klotzsche das Stadtrecht.
Während des Zweiten Weltkrieges diente die Alberthöhe als Lazarett. Von 1945 bis Mitte 1952 erfolgte eine Mehrfachnutzung, zum Beispiel als Interimsspielstätte für das Dresdner Theater und als Filmtheater. Der Ortschronist berichtet hierzu:

„[…] Auf der Bühne in der Alberthöhe spielten auch Erich Ponto, Arno Schellenberg, Kurt Böhme, Christel Goltz, Elisabeth Reichelt und Bernd Aldenhoff, um nur einige zu nennen.[…] Siegfried Bannack“

Das Filmtheater mit dem Namen „Lichtspiele Alberthöhe“ im Ballsaal bot Platz für etwa 500 Zuschauer und wurde als Ausweichspielstätte für die 1945 durch die Sowjetische Militäradministration (SMAD) beschlagnahmten „Schänkhübel-Lichtspiele“ eingerichtet. Die Kinobesucher konnten sowohl im Bereich der Ball- wie auf den umlaufenden Balkonflächen auf Stühlen Platz nehmen. Die Leinwand befand sich in dem nach Süden ausgerichteten Bühnenbereich. Familie Weigand, ehemals Betreiberin der „Schänkhübel-Lichtspiele“, führte das Kino bis 1952.
Danach erfolgte eine Umnutzung durch den Dresdner Chocolatier Herbert Wendler, den Erfinder des Dominosteins, als Backwarenfabrik. Diese wurde auf der Grundlage des Ministerratsbeschlusses der DDR von 1972 verstaatlicht und nach der Wiedervereinigung 1990 reprivatisiert. Nach der Firmenabwicklung 1996 wurde 2009 das Gebäudeensemble im vorderen Grundstücksteil zur Wohnanlage und in die Liste der Kulturdenkmale im Freistaat Sachsen aufgenommen. Der hintere, zum Wald angrenzende Grundstücksteil, befindet sich in Privatbesitz der Nachkommen des Firmengründers Wendler.